# 大甕駅

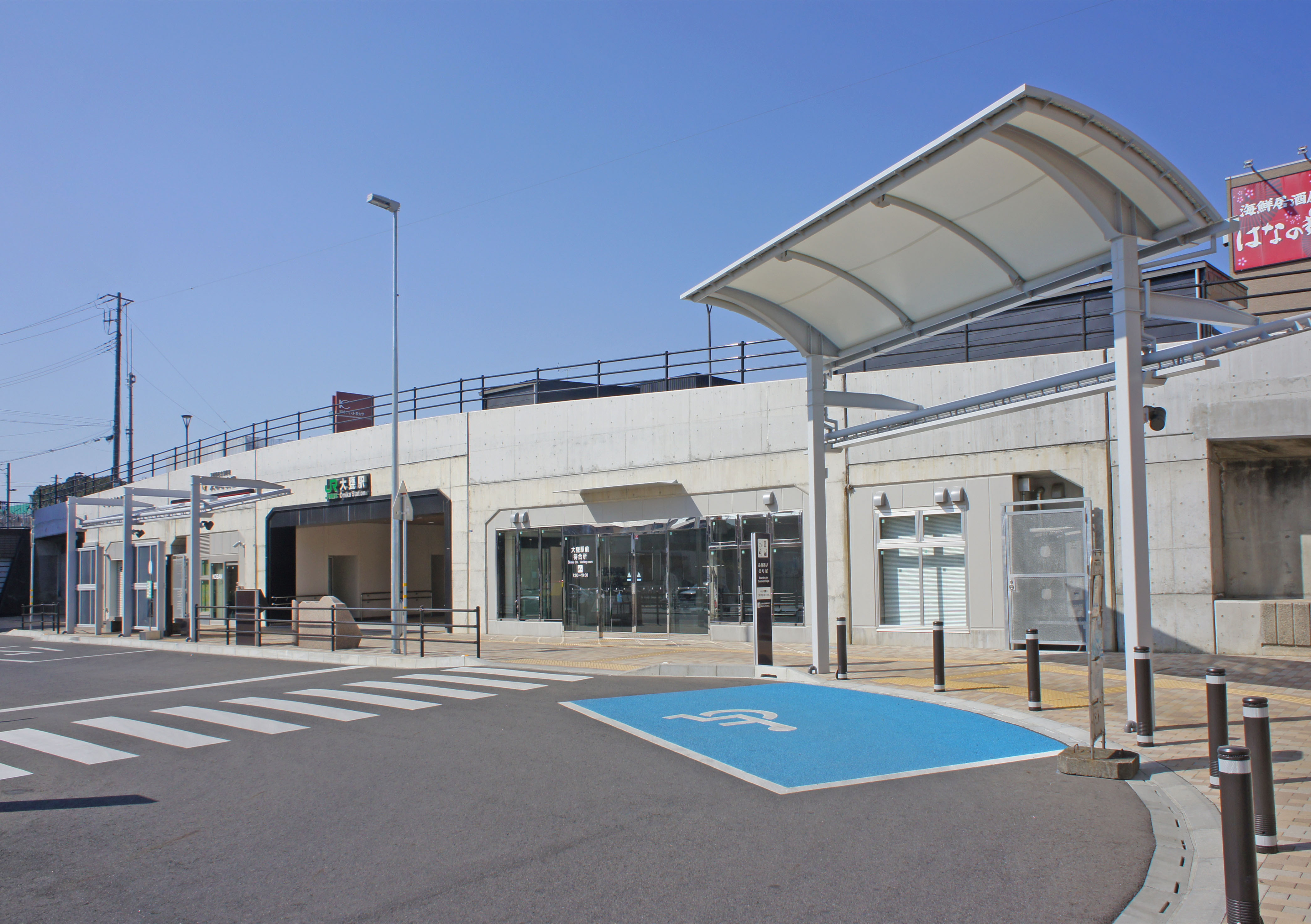
東口（ロータリーレベル）
（2022年2月）

大甕駅（おおみかえき）は、茨城県日立市大みか町二丁目にある、東日本旅客鉄道（JR東日本）常磐線の駅である。事務管コードは▲421120。
日立市南部に位置する。かつては当駅から日立電鉄日立電鉄線が接続し常北太田駅方面と鮎川駅方面に伸びていたが、2005年4月1日に廃止となり、現在は常磐線のみの単独駅である。
当駅から東海駅までの駅間距離は、茨城県内の常磐線では最長である。

## 歴史
- 1897年（明治30年）2月25日：日本鉄道磐城線水戸 - 平間開通時に開業[2]。
- 1901年（明治34年）8月8日：線名改称により海岸線の駅となる。
- 1906年（明治39年）11月1日：日本鉄道が国有化され、官設鉄道の所属となる[2]。
- 1909年（明治42年）10月12日：線路名称制定により常磐線の所属となる。
- 1928年（昭和3年）12月27日：日立電鉄線が開業。
- 1949年（昭和24年）6月1日：日本国有鉄道が発足。
- 1975年（昭和50年）9月1日：貨物の取り扱いを廃止[2]。
- 1985年（昭和60年）
  - この年：急行ときわ号の廃止により特急ひたち号の停車駅となる。
  - 3月14日：荷物扱い廃止[2]。
- 1986年（昭和61年）：2代目駅舎完成。
- 1987年（昭和62年）4月1日：国鉄分割民営化により、常磐線の駅はJR東日本の駅となる[2]。日立電鉄線の乗車券販売委託がJR東日本に変更される。
- 1998年（平成10年）3月3日：JR東日本の駅に自動改札機を設置し、供用開始[4]。
- 2004年（平成16年）10月16日：ICカード「Suica」の利用が可能となる[5]。
- 2005年（平成17年）
  - 4月1日：日立電鉄線廃止。
  - 11月1日：発車メロディを変更。
- 2007年（平成19年）1月末：日立寄りの跨線橋完全撤去。
- 2015年（平成27年）
  - 3月：日立市が「大甕駅周辺地区整備計画」を策定[6]。
  - 4月1日：JR水戸鉄道サービスが駅業務を受託する業務委託駅となる。
  - 7月1日：駅業務受託がJR東日本ステーションサービスへ移管。
  - 7月：日立市とJR東日本水戸支社が駅舎改築と東西自由通路の新設に関し協定を締結[7]。
  - 9月：従来の自転車置き場に仮駅舎を建設開始。
- 2016年（平成28年）
  - 2月5日：2代目駅舎の供用終了。
  - 2月6日：仮駅舎の供用開始[報道 1]。
- 2018年（平成30年）
  - 8月23日：上下ホームを結ぶ跨線橋を閉鎖し、新駅舎の一部となる地下通路の供用開始[8]。
  - 12月8日：新駅舎供用開始、及び自由通路一部供用開始[新聞 1]。
- 2019年（令和元年）10月25日：大雨の影響で地下通路に大量の水が流れ込んだ[9]。
- 2020年（令和2年）
  - 4月：西口駅前広場、南北アクセス道路などの供用開始、駅周辺整備がほぼ完了[新聞 2]。
  - 2020年度いばらきデザインセレクションに「常磐線新駅舎及び自由通路」が選定される[10][注釈 1]。
- 2023年（令和5年）3月17日：みどりの窓口の営業を終了[11][12]。

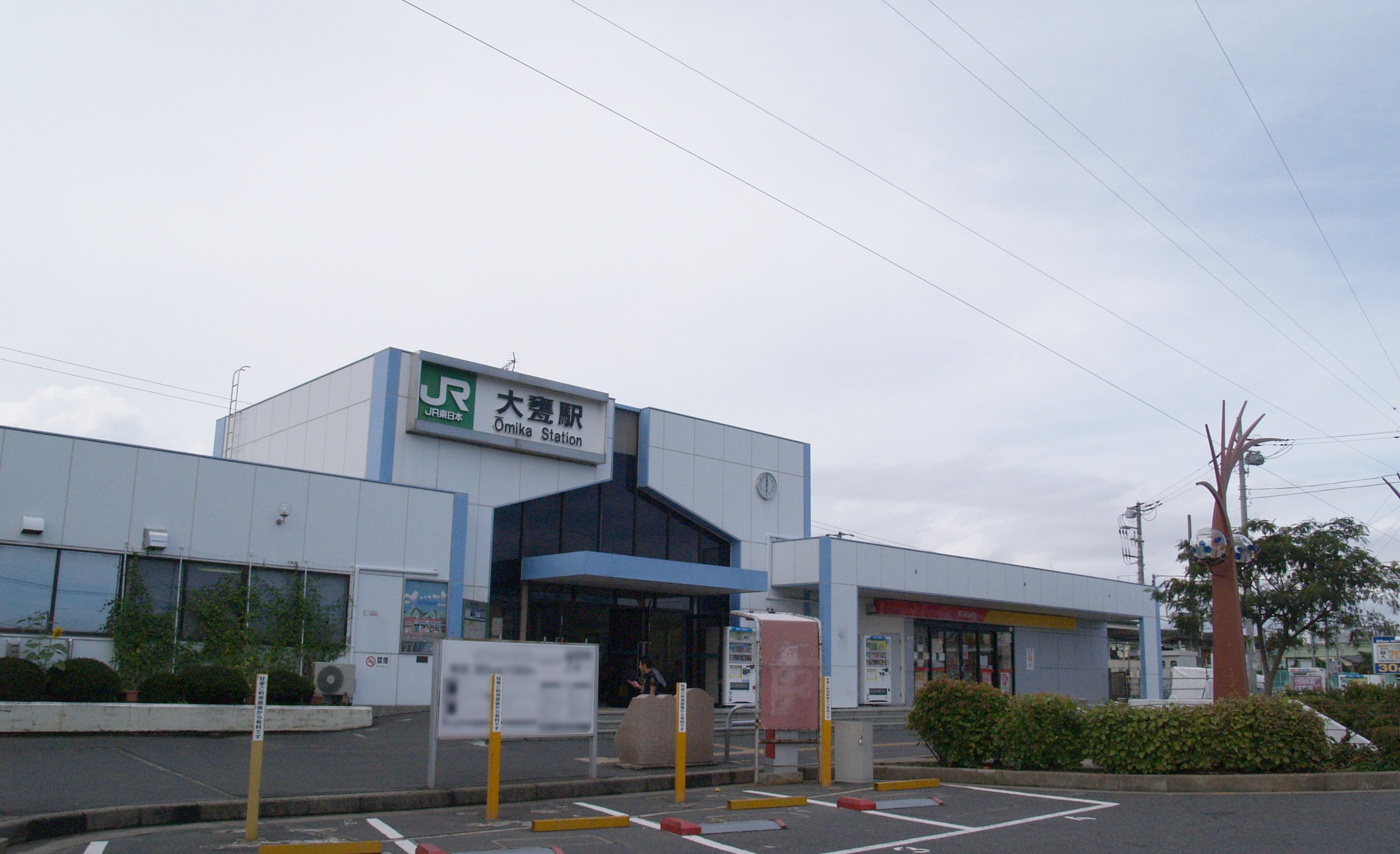
旧駅舎（2011年9月）
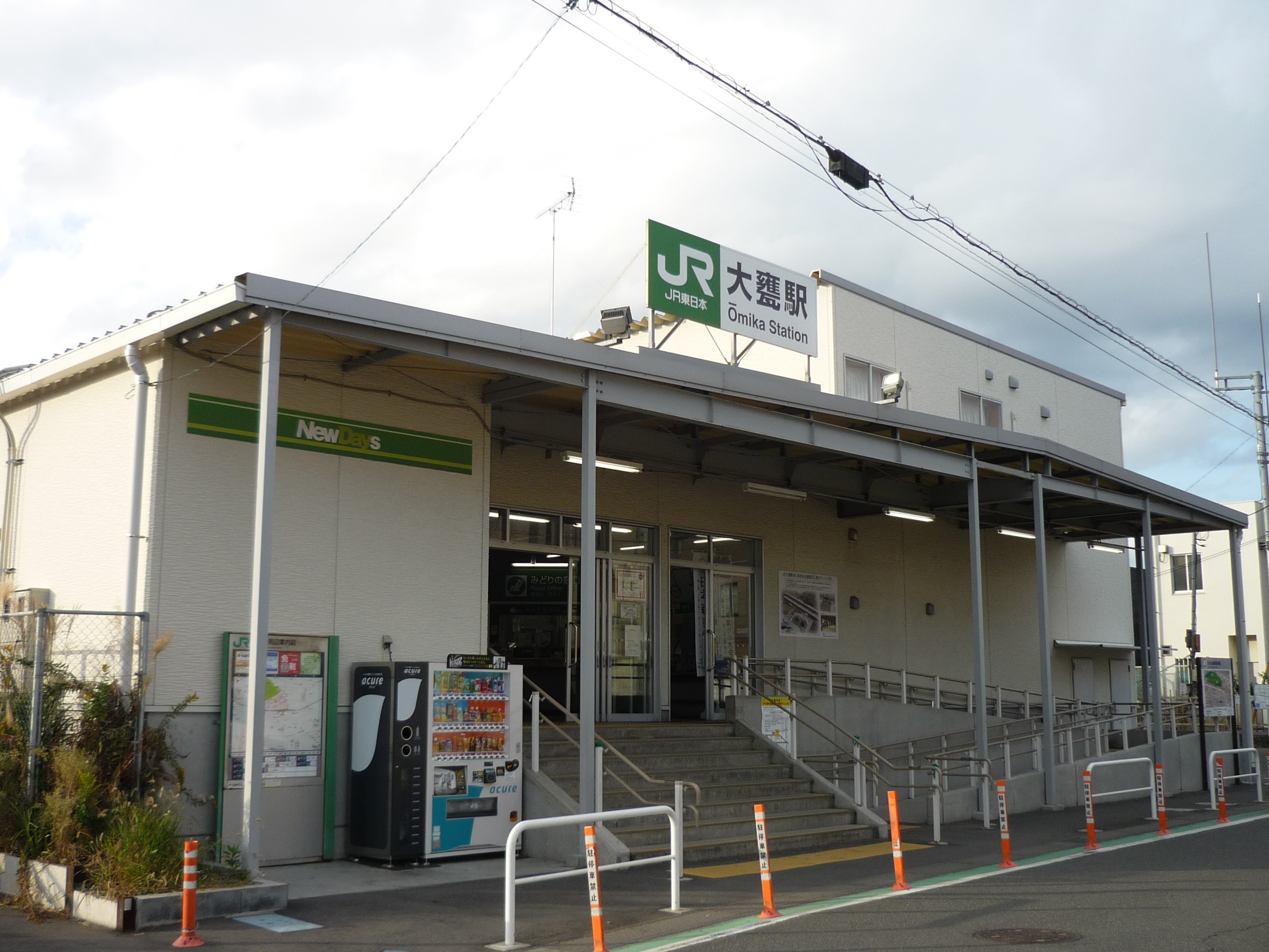
仮駅舎（2018年10月）

### 駅名の由来
開業当時の所在地である久慈郡久慈町の小字である「大甕」に由来し、さらにその由来は近隣の大甕神社にある。
現在の所在地である「大みか町」は、日立市成立後に日立市久慈町および水木町の一部から成立した町名だが、「甕」が当時の当用漢字に含まれないことから、平仮名を用いた「大みか」が正式表記となった。このため周辺の施設では「大甕」と「大みか」の表記が混在している。

## 駅構造
相対式ホーム2面2線を持つ地上駅。駅舎（改札口）は地下に存在する。東口側のロータリーはホームよりも低地にある。かつては単式ホーム・島式ホーム混合の2面3線で駅舎から遠いほうのホーム（山側）にも線路があった。また単式ホームと島式ホームの間にも線路が敷設されていたが、現在ではバラストも撤去された。
勝田営業統括センターが管理し、JR東日本ステーションサービスが駅業務を受託する業務委託駅であり、自動券売機、指定席券売機、Suica対応自動改札機設置駅。改札の西側にNewDaysがある。
日立電鉄線のあった当時は、日立電鉄も社員を配置していたが駅舎にはJR東日本の係員しかおらず、日立電鉄の係員は日立電鉄線ホームで改札を行っているのみだった。日立電鉄の電車から降りて外へ行くには、この日立電鉄線の改札を通ってからまたJRの改札口を通ることになるので、日立電鉄線の運賃精算が済んだ旨の証明書を日立電鉄線の改札で受け取ることになっており、日立電鉄線からJRに乗り換えてほかのJR駅に行く場合にも、着駅の改札口でこの証明を渡してJR線の当駅からの運賃を支払うことになっていた。日立電鉄線の乗車券は駅舎（JRに委託）でも、日立電鉄線ホームでも購入できた。
日立電鉄線のホームは鮎川まで路線を延長する前は海側にホームを持っていたが、延長時の用地取得の都合などによってこの位置に移され、島式ホームであった。ホームは2006年12月中に撤去されたことに伴い、常陸多賀方の跨線橋は2007年1月末までに完全撤去された。このため、使用可能な跨線橋は、東海方のみとなった。現在は地下駅舎となったため跨線橋はない。ホームの跡地はパーク&ライド用駐車場を経て、西口が新設された。
日立市が駅舎の地下化、地下自由通路や西口駅前広場、南北アクセス道路、日立電鉄線の跡地を活用したBRT（ひたちBRT）の整備などの駅周辺整備を実施し、2018年12月から2020年4月にかけて供用が開始され整備はほぼ完了した。

### のりば
| 番線 | 路線             | 方向 | 行先                             |
| ---- | ---------------- | ---- | -------------------------------- |
| 1    | ■ 常磐線         | 上り | 水戸・土浦・上野・東京・品川方面 |
| 1    | ■ 上野東京ライン | 上り | 水戸・土浦・上野・東京・品川方面 |
| 2    | ■ 常磐線         | 下り | いわき・仙台方面                 |

（出典：JR東日本:駅構内図）

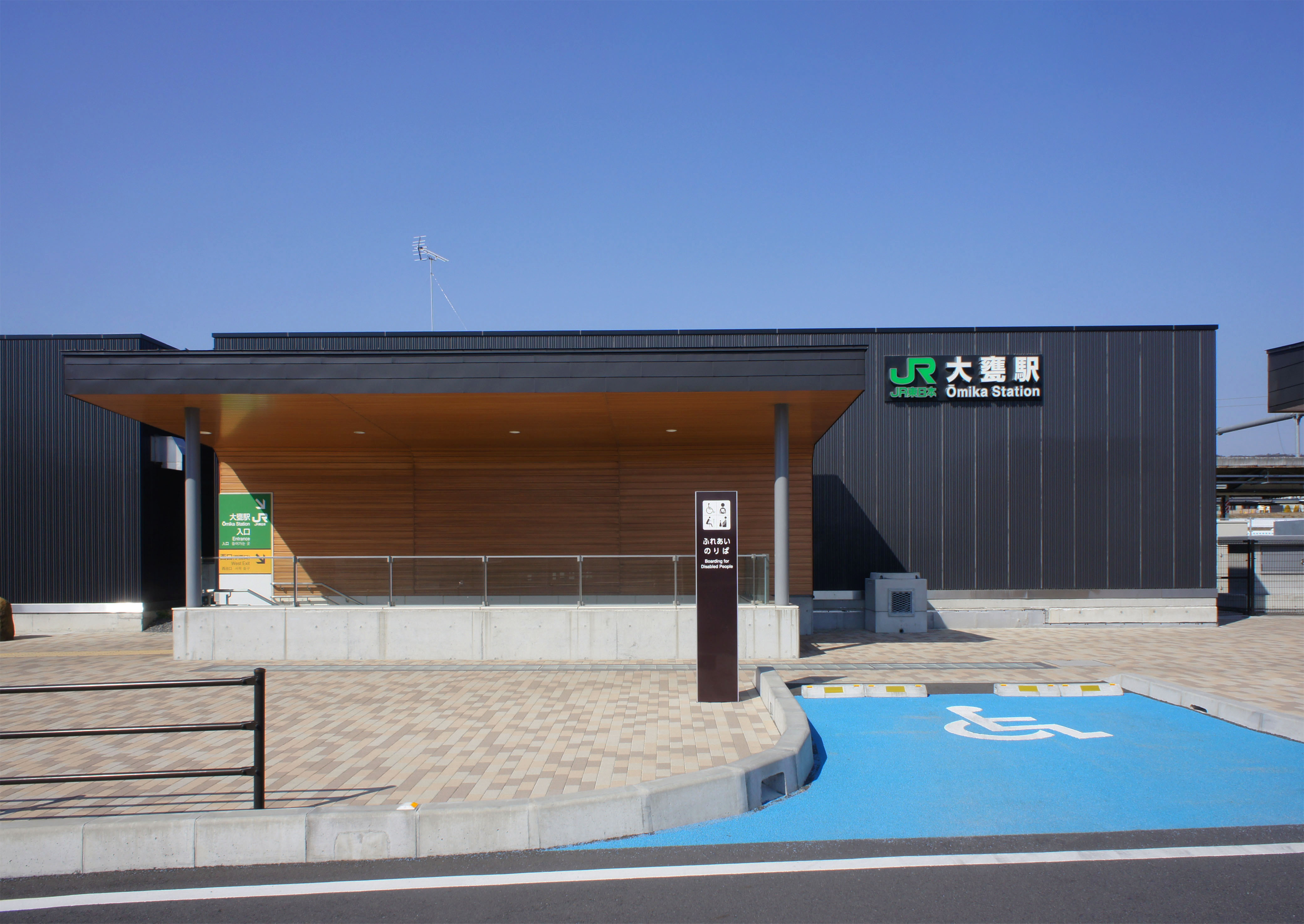
東口（ホームレベル）（2022年2月）
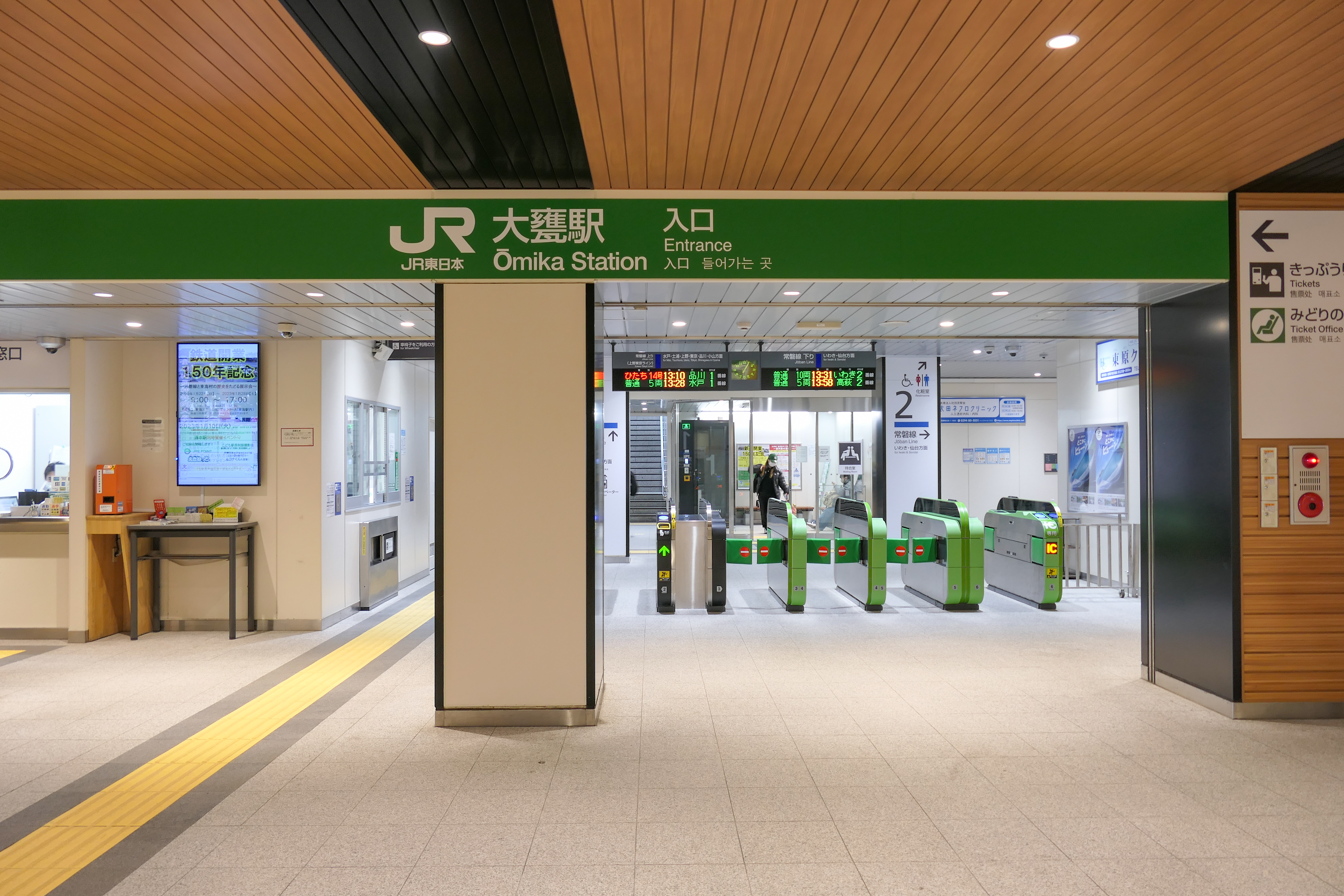
改札口（2023年1月）
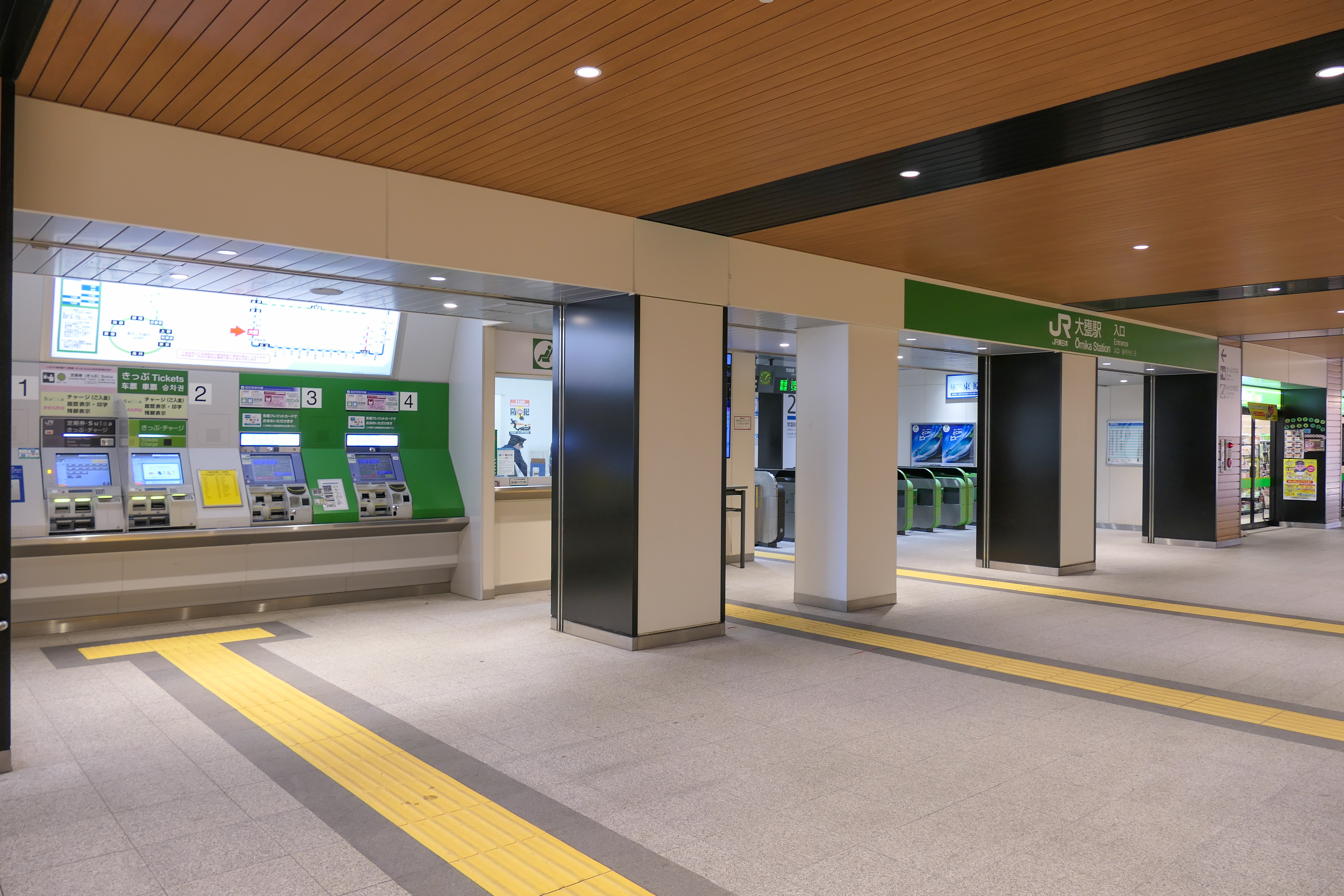
切符売り場・コンコース（2023年1月）
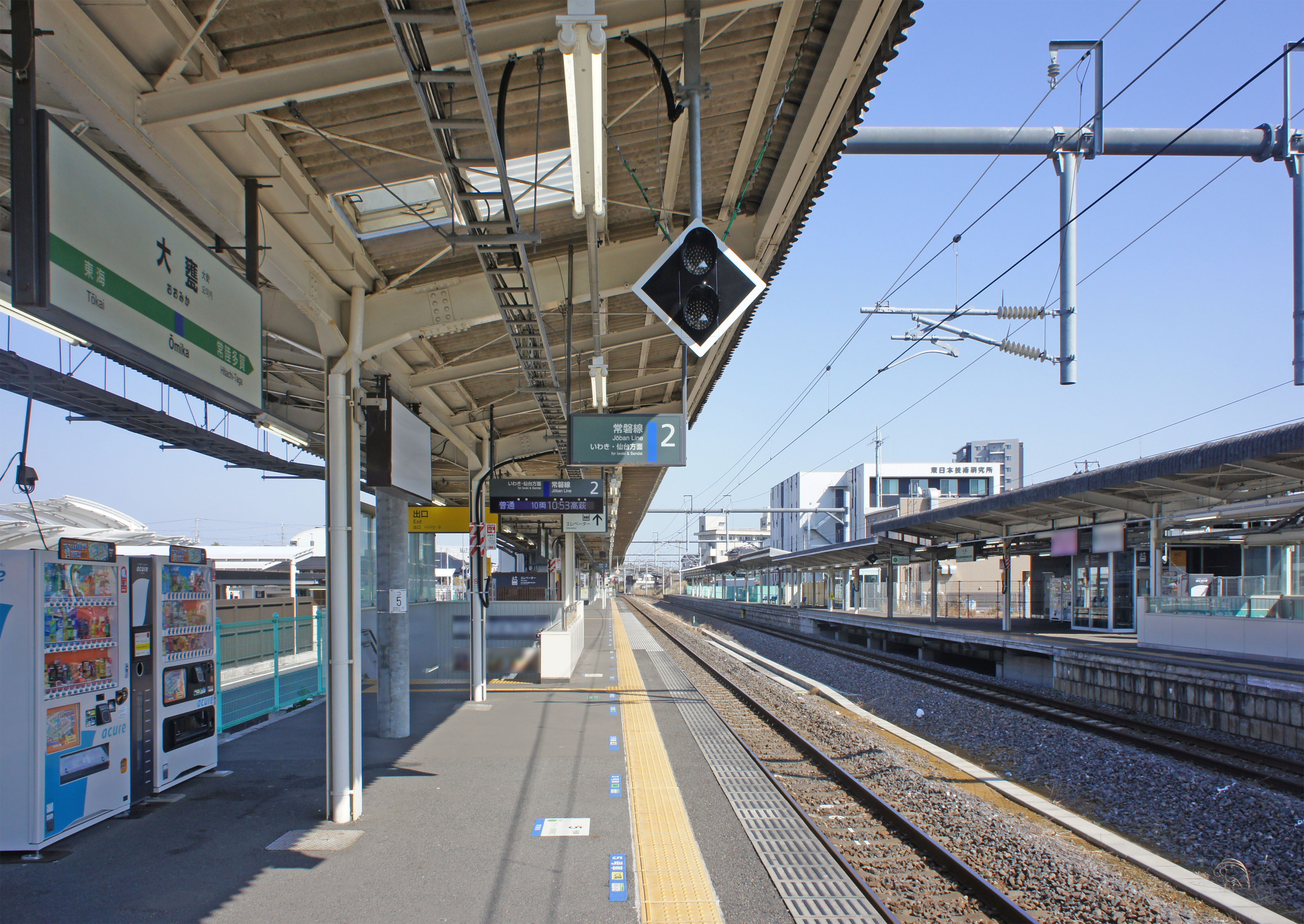
ホーム（2022年2月）

### 発車メロディ
2005年11月から発車メロディに地元出身の作曲家・吉田正の楽曲を使用している。
- 上り：いつでも夢を（吉永小百合・橋幸夫）
- 下り：恋のメキシカン・ロック（橋幸夫）

## 利用状況
JR東日本によると、2023年度（令和5年度）の1日平均乗車人員は8,318人である。
2000年度（平成12年度）以降の推移は以下のとおりである。
| 乗車人員推移       | 乗車人員推移     | 乗車人員推移    |
| 年度               | 1日平均 乗車人員 | 出典            |
| ------------------ | ---------------- | --------------- |
| 2000年（平成12年） | 10,534           | [ 利用客数 2 ]  |
| 2001年（平成13年） | 10,051           | [ 利用客数 3 ]  |
| 2002年（平成14年） | 9,729            | [ 利用客数 4 ]  |
| 2003年（平成15年） | 9,355            | [ 利用客数 5 ]  |
| 2004年（平成16年） | 9,190            | [ 利用客数 6 ]  |
| 2005年（平成17年） | 9,127            | [ 利用客数 7 ]  |
| 2006年（平成18年） | 9,130            | [ 利用客数 8 ]  |
| 2007年（平成19年） | 9,292            | [ 利用客数 9 ]  |
| 2008年（平成20年） | 9,421            | [ 利用客数 10 ] |
| 2009年（平成21年） | 9,296            | [ 利用客数 11 ] |
| 2010年（平成22年） | 9,060            | [ 利用客数 12 ] |
| 2011年（平成23年） | 8,883            | [ 利用客数 13 ] |
| 2012年（平成24年） | 9,235            | [ 利用客数 14 ] |
| 2013年（平成25年） | 9,518            | [ 利用客数 15 ] |
| 2014年（平成26年） | 9,412            | [ 利用客数 16 ] |
| 2015年（平成27年） | 9,775            | [ 利用客数 17 ] |
| 2016年（平成28年） | 9,649            | [ 利用客数 18 ] |
| 2017年（平成29年） | 9,522            | [ 利用客数 19 ] |
| 2018年（平成30年） | 9,525            | [ 利用客数 20 ] |
| 2019年（令和元年） | 9,600            | [ 利用客数 21 ] |
| 2020年（令和02年） | 7,601            | [ 利用客数 22 ] |
| 2021年（令和03年） | 7,555            | [ 利用客数 23 ] |
| 2022年（令和04年） | 7,856            | [ 利用客数 24 ] |
| 2023年（令和05年） | 8,318            | [ 利用客数 1 ]  |

## 駅周辺
- 大甕駅前郵便局
- 日立警察署 大みか交番
- 運平堂本店　大みか本店[15]
- 日立製作所日立研究所
- 日立製作所日立事業所臨海工場
- 日立製作所大みか事業所
- 日立産業制御ソリューションズ茨城本社
- 茨城県道288号大みか停車場線
- 国道6号
- 日立市立大みか小学校
- 茨城キリスト教大学
- 茨城キリスト教学園中学校・高等学校
- 泉が森
- 泉神社
- 日立オリジンパーク

## バス路線
ひたちBRTは西口に発着。西口・東口発着の路線バスは茨城交通（日立南営業所）が運行。

### 西口（学園前）
1番のりば
- ひたちBRT：常陸多賀駅行

2番のりば

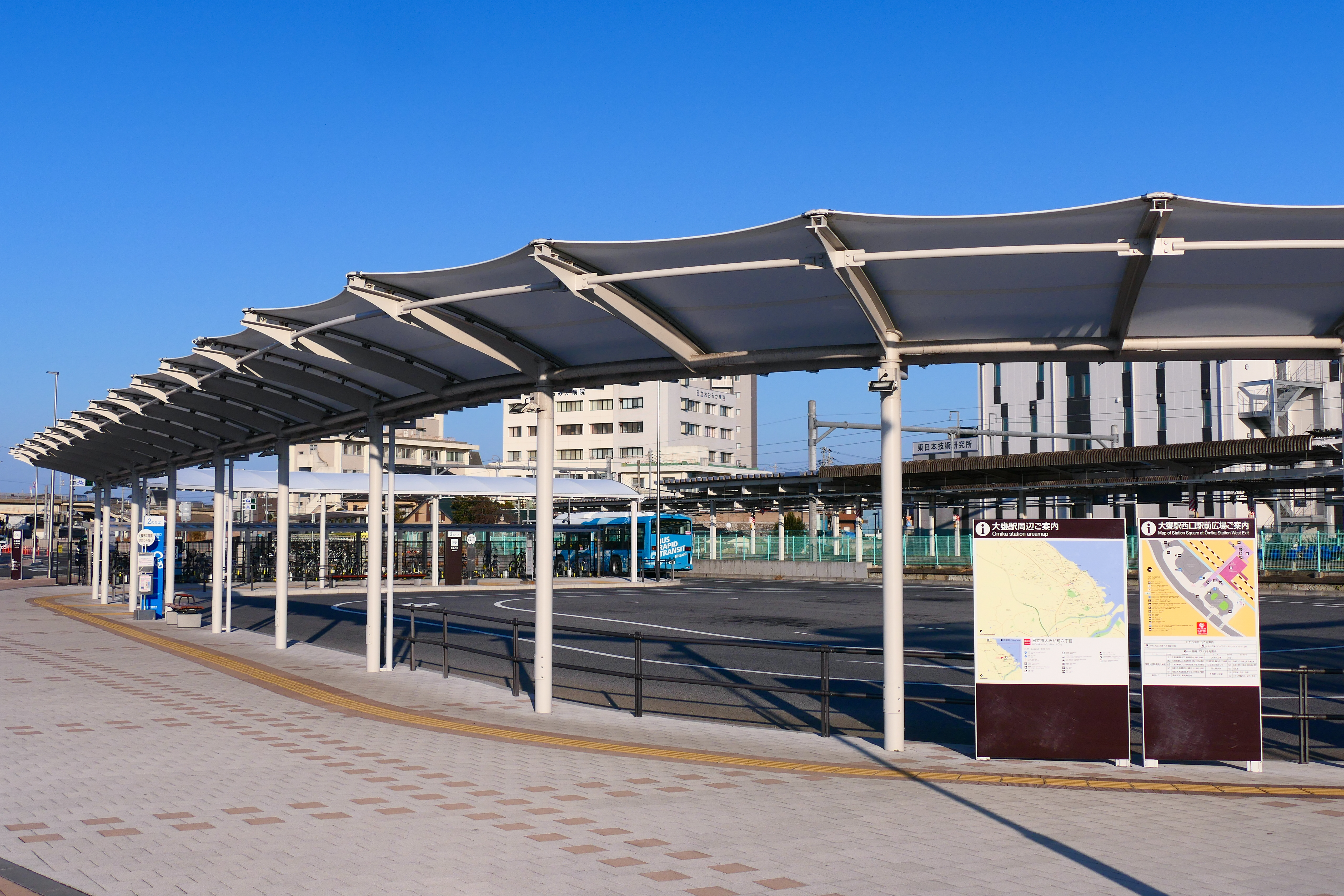
西口バスロータリー（2023年1月）

- ひたちBRT：おさかなセンター行、大甕工場行

3番のりば
- 8・8西山・8庁・90・94：常陸太田駅行、馬場八幡前行
- 22・26：常陸多賀駅行、日立駅行
- 91：日立南営業所行、聖麗メモリアル病院行
- 92：日立南交流センター行
- 94：大甕工場行、真弓ヶ丘行
- 97：日研中央行

### 東口
- 38・59：金沢団地行
- 57：金畑団地行
- 96：大甕工場行
- 96循環：大甕循環

## 隣の駅
東日本旅客鉄道（JR東日本）
■常磐線
- 特急「ひたち」「ときわ」一部停車駅

■普通
東海駅 - 大甕駅 - 常陸多賀駅

### かつて存在した路線
日立電鉄
日立電鉄線
久慈浜駅 - 大甕駅 - 水木駅

### 記事本文